# Labaneh

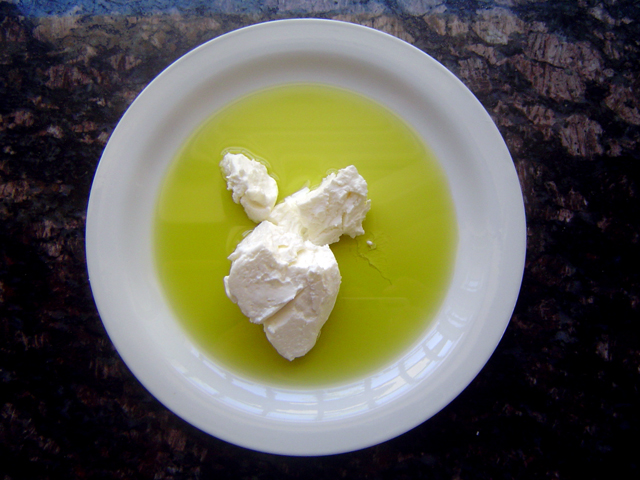
Frischer Labaneh mit Olivenöl

Labaneh oder Labneh  (arabisch لبنة, DMG Labne, hebräisch לבנה lavana, türkisch labne)  ist eine Zubereitungsform des arabischen joghurtähnlichen Laban. Dabei handelt es sich um einen festen, in seiner Konsistenz frischkäseähnlichen Rahmjoghurt, der in der Levante und in der Türkei in vielfältiger Weise gebraucht wird. Labne wird durch Entzug von Wasser eingedickt, außerdem werden oft Molke und damit Proteine entzogen, so dass Labne eher quarkähnlich wirkt.
Unter anderem wird es in Teilen der arabischen Küche als Mezze in Form von kleinen in Olivenöl eingelegten Bällchen (Labaneh Makbus) serviert.
In der türkischen Küche wird Labne vor allem in Backwaren wie poğaça verwendet und ist zudem ein fester Bestandteil des traditionellen Frühstücks.

## Herstellung
Labaneh wird aus Laban oder in der häuslichen Küche auch aus Naturjoghurt hergestellt. Der Laban wird gesalzen, auf einem Tuch ausgebreitet und abgebunden. In dieser Form wird er für 10 bis 12 Stunden entwässert.
Zur Herstellung der Labaneh Makbus wird die Labanmasse nach der Entwässerung zu kleinen Kugeln geformt und zusammen mit Knoblauchzehen, Kräutern wie Rosmarin, Oregano und Estragon, Chilischoten und Zwiebelstücken in Olivenöl eingelegt. Die eingelegten Labaneh-Kugeln müssen einen Tag ziehen, danach sind sie für etwa sechs Monate haltbar.